# Glacier d'Upsala
Le glacier d’Upsala se situe dans une vallée glaciaire. Son extrémité nord est située dans la zone frontalière indéterminée entre l'Argentine et le Chili son côté sud est situé dans le parc national Los Glaciares en Argentine. Il s'écoule depuis le champ de glace Sud de Patagonie, d'où s'écoule aussi le glacier Perito Moreno) vers le lac Argentino.
Son nom lui a été donné en 1908 par le glaciologue Klaus August Jacobson en l'honneur de l'université d'Uppsala, en Suède, qui a financé les premières études glaciologiques dans la région.
Le glacier est connu pour le rapide recul de son front glaciaire, que beaucoup[réf. souhaitée] considèrent comme dû au réchauffement climatique. Dans sa partie terminale, sur son flanc oriental, le glacier se comporte comme un barrage naturel en bloquant les eaux de ruissellement qui forment alors un lac.

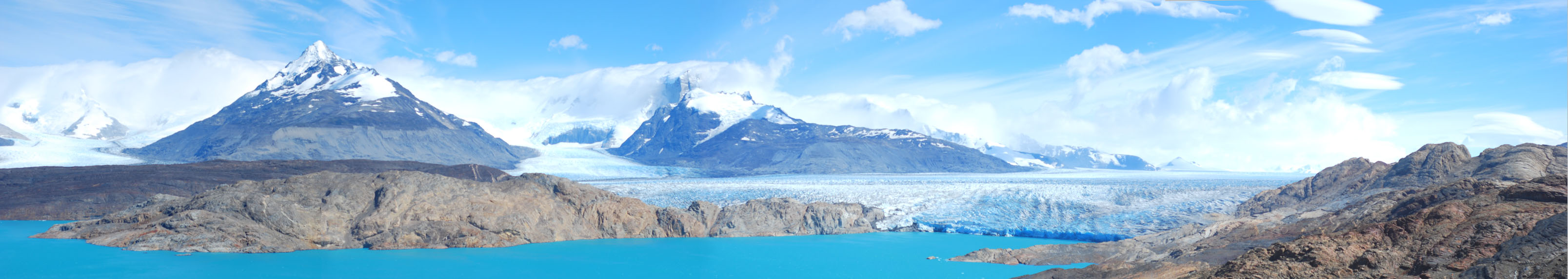
Panoramique du glacier d'Upsala vu de front, en février 2011.

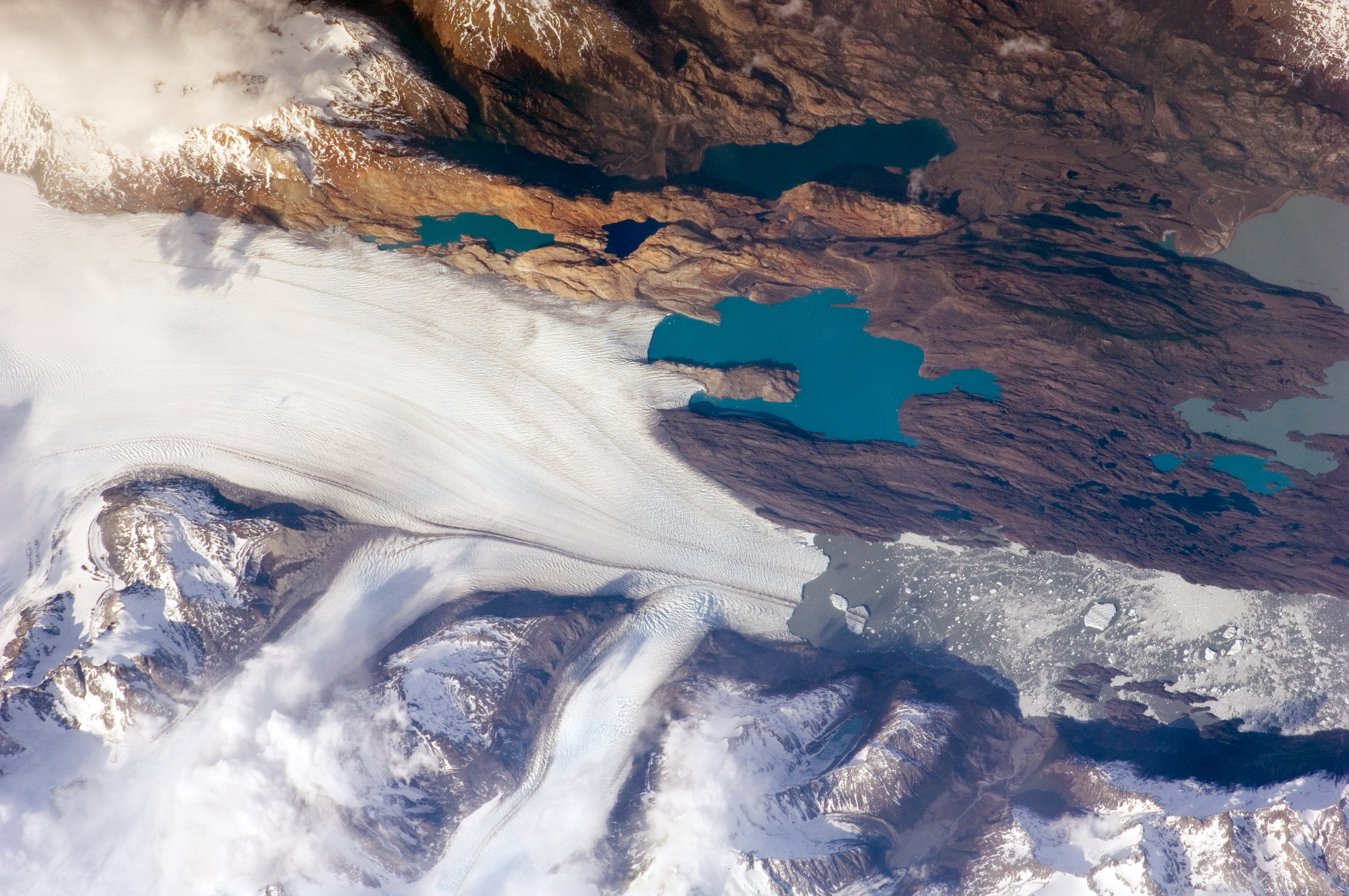
Le glacier d'Upsala vu depuis la Station spatiale internationale, en octobre 2009.